# Mother (canção de John Lennon)
"Mother" é uma canção do cantor e compositor britânico John Lennon, originalmente lançada em 1970 no álbum John Lennon/Plastic Ono Band. A faixa é a primeira do disco, possuindo 5:37 minutos de duração. Se inicia com quatro badaladas de sino, e é seguida por Lennon cantando sobre sua relação com seus pais, acompanhado de piano e bateria. Nos últimos dois minutos da canção, Lennon repete num tom agressivo versos sobre seus pais; eles fazem referência à morte de sua mãe e o abandono da família por seu pai. Chegou à 19.ª posição na Cashbox Top 100 e à 43.ª na Billboard Hot 100, ambas dos Estados Unidos. No Canadá, alcançou a 12.ª colocação.

## Créditos
Os seguintes músicos tocaram na gravação original:
- John Lennon – vocal, guitarra, piano
- Yoko Ono – sopro
- Ringo Starr – bateria
- Klaus Voormann – baixo

Lennon toca guitarra em vez de piano na versão demo Nowhere Boy.

## Vendas
| Região        | Vendas |
| ------------- | ------ |
| África do Sul | 25,000 |